# 한국하천협회
한국하천협회(韓國河川協會, Korea River Association)는 인간과 자연이 조화되는 하천 및 하천환경 보전, 복원 및 쾌적한 수변문화 공간의 조성을 위한 정책을 효율적으로 뒷받침하고, 관련 기술의 조사연구와 홍보, 교육 및 기술자문 등을 통하여 공공복지의 증진, 하천문화의 창달, 회원 상호간의 친선도모와 우호증진을 위하여 설립된 사단법인이다. 서울특별시 강남구 테헤란로7길 22 (역삼동 635-4) 한국과학기술회관 신관 711호에 있다.

## 설립 근거
- 하천법[5]

## 연혁
- 2004년 1월 16일 법인설립 허가 (건설교통부) 및 초대 임충수 회장 선임
- 2005년 7월      협회지「하천과 문화」창간(계간)
- 2005년 11월      한·일 하천협회 하천기술 및 정보교류 협정 체결
- 2006년 1월      협회 사무국 이전 (한국과학기술회관 본관 306호)
- 2007년 3월      세계 물의 날 기념 대통령 단체표창 수상
- 2007년 8월      「한국하천환경업체편람」 발간
- 2008년 4월 7일 법정단체 설립인가 (국토해양부)
- 2009년 5월      협회 사무국 이전 (한국과학기술회관 신관 711호)

## 주요 업무
- 하천에 관한 계획 및 조사연구
- 하천에 관련된 제도, 정책개발 및 조사연구
- 하천관련 시설의 설계, 시공, 기준설정 등에 관한 조사연구
- 하천관계 사업에 사용되는 기자재의 품질관리 관련 업무
- 하천에 관한 홈페이지 운영, 간행물 및 기술서적의 발간
- 하천관리와 하천환경 보전, 복원 및 수변문화에 관한 정부, 공공단체, 기타 관련기관의 위탁업무
- 하천과 관련한 산업의 진흥 및 경영합리화에 관한 조사연구
- 회원의 권익보호와 신장에 관한 활동
- 하천에 관한 대국민 홍보 및 계몽 활동
- 하천에 관한 연구발표회, 강연회, 연수회, 워크숍 개최와 견학 및 시찰
- 하천에 관한 기관, 단체와의 교류 및 국제회의 참여
- 하천 관련 종사자에 대한 교육, 해외연수 및 연구보조
- 하천관련 기술정보시스템의 설치 및 발전
- 하천관리와 하천환경 보전, 복원 및 수변문화 진흥 유공자 표창
- 기타 협회 목적달성을 위하여 필요한 제반사항

## 조직

### 이사회
- 고문/자문위원

### 이사 (27인)
- 운영위원회
- 기획위원회
- 하천정보위원회
- 교육홍보위원회
- 국제교류위원회
- 하천환경위원회
- 편집위원회
- 정책개발위원회
- 연구개발위원회
- 역사문화특별위원회
- 한국하천복원네트워크(KRRN)특별위원회
- 건설분과특별위원회
- 하천애호여성특별위원회
- 하천연구·기술지원특별위원회

## 같이 보기
- 세계물포럼
- 한국물포럼
- 아시아하천복원네트워크
- 한국물학술단체연합회
- 한국수자원공사
- 한국농어촌공사
- 한국건설기술연구원
- 국민안전처
- 서울특별시청
- 수문기상협력센터